# لورا گیلپین
لورا گیلپین (انگلیسی: Laura Gilpin؛ ۲۲ آوریل ۱۸۹۱ – ۳۰ نوامبر ۱۹۷۹) یک عکاس اهل ایالات متحده آمریکا بود.
وی همچنین برنده جوایزی همچون کمک هزینه گوگنهایم شده است.